# Палац То
Палац То (фр. Palais du Tau) — палац у французькому місті Реймс, що був резиденцією архієпископів Реймських. Палац історично тісно пов'язаний із французькою монархією, оскільки коронація королів проходила в розташованому поблизу Реймському соборі.

## Історія
На місці палацу вже в 6-7 століттях існувала велика вілла в галло-римському стилі, яка пізніше стала палацом династії Каролінгів. Перша задокументована згадка назви датується 1131 роком, і походить від плану будівлі, яка нагадує літеру T (грецьку тау). Велика частина ранніх будівель не збереглася: найстаріша частина з 1207 року перероблена на каплицю.
Мід 1498 та 1509 роками будівля була істотно перебудована в готичному стилі. А свій сучасний бароковий вигляд палац То здобув між 1671 і 1710 роками зусиллями Жюля Ардуена-Мансара та Робера де Котта. Палац зазнав пошкоджень від пожежі 19 вересня 1914 року й залишався невідремонтованим до закінчення Другий світової війни.
У палаці майбутні французькі королі зупинялися перед коронаційною церемонією. Тут же вони вдягалися для церемонії коронації перед тим, як йти в собор. Після коронаций в палаці проходили бенкети. Перший такий бенкет, про який збереглися свідчення, пройшов у палаці 990 року, останній — 1825 року.
З 1972 в палаці розташований музей соборної ризниці, що демонструє скульптури та гобелени з собору, разом з релікварієм та іншими предметами, пов'язаними з коронацією французьких монархів.
1991 року палац То, разом з Реймським собором та Абатством Сен-Ремі, був занесений до списку світової спадщини ЮНЕСКО. Палац приймає близько 100 000 відвідувачів на рік.